# Grete Waitz
Grete Waitz, geb. als Grete Andersen (* 1. Oktober 1953 in Oslo; † 19. April 2011 ebenda), war eine norwegische Langstreckenläuferin und Weltrekordhalterin.

## Leben
Grete Waitz begann bereits als Kind verschiedene Sportarten auszuüben, unter anderem Handball und Turnen. Als Zwölfjährige trat sie einem Osloer Sportverein bei und übersprang als Hochspringerin 1,61 m. Über den Sprint kam sie zum Mittelstreckenlauf und bestritt im Alter von 15 Jahren erste Crossläufe. Ein Jahr später gewann sie die norwegischen Juniorenmeisterschaften im 400- und 800-Meter-Lauf und stellte als 17-Jährige einen neuen Junioreneuroparekord im 1500-Meter-Lauf (4:17,0 min) auf.
Bei den Olympischen Spielen 1972 in München schied sie wie auch schon bei den Europameisterschaften 1971 in Helsinki über 1500 Meter im Vorlauf aus. 1974 gewann sie bei den Europameisterschaften in Rom Bronze über dieselbe Distanz. Im Jahr darauf heiratete sie Jack Waitz und stellte mit 8:46,6 min einen Weltrekord über 3000 Meter auf, den sie 1976 auf 8:45,4 min verbesserte.
Bei den Olympischen Spielen 1976 in Montreal erreichte sie über 1500 Meter das Halbfinale. 1978 in Glasgow wurde sie Weltmeisterin im Crosslauf. Im Sommer folgte eine Bronzemedaille über 3000 Meter bei den Europameisterschaften in Prag. Im Herbst startete sie beim New-York-City-Marathon. Eigentlich wollte sie mit diesem Rennen ihre Karriere beenden; jedoch blieb sie mit 2:32:30 h um mehr als zwei Minuten unter der Marathon-Weltbestzeit von Christa Vahlensieck und hatte nun ihre Spezialdistanz gefunden. In den nächsten beiden Jahren verbesserte sie diese Marke bei ihren Starts in New York City auf 2:27:33 h und 2:25:42 h; allerdings stellte sich der New Yorker Kurs bei einer Nachmessung 1981 als 150 Meter zu kurz heraus.
Auch bei den Crosslauf-Weltmeisterschaften hielt ihre Siegesserie an: 1979 in Limerick, 1980 in Paris und 1981 in Madrid gewann sie Gold. Der Olympiaboykott ihres Landes verhinderte eine Teilnahme an den Olympischen Spielen 1980 in Moskau.
1982 folgte einer Bronzemedaille bei den Crosslauf-Weltmeisterschaften in Rom ein weiterer Sieg in New York City, wo sie für die nun korrekt vermessenen 42,195 km 2:27:14 h benötigte.
Sie siegte 1983 bei den Crosslauf-Weltmeisterschaften in Gateshead, beim London-Marathon in der Weltrekordzeit von 2:25:29 h, beim Marathon der Weltmeisterschaften in Helsinki und zum vierten Mal in New York City. Nach einer Bronzemedaille bei den Crosslauf-Weltmeisterschaften 1984 in East Rutherford startete sie bei der Premiere des olympischen Frauenmarathons bei den Spielen in Los Angeles und gewann hinter Joan Benoit die Silbermedaille. Dies brachte Waitz in ihrem Heimatland den Fearnleys olympiske ærespris ein.
Bei weiteren Starts auf der Königsdistanz triumphierte sie 1985, 1986 und 1988 mit drei weiteren Siegen in New York City und ist damit bis heute Rekordsiegerin bei diesem Rennen. 1986 errang sie einen weiteren Sieg in London. 1988 gewann sie den Stockholm-Marathon und stellte dort den bis heute gültigen Streckenrekord auf. Beim Marathon der Olympischen Spiele 1988 in Seoul gab sie wegen einer Verletzung auf. Zum Abschluss ihrer leistungssportlichen Karriere wurde sie 1990 Vierte in New York City. 1992 begleitete sie beim New-York-City-Marathon Fred Lebow, den krebskranken Renndirektor dieses Rennens, der zu seinem 60. Geburtstag erstmals bei „seinem“ Lauf startete.
Weitere Erfolge bei Straßenläufen sind Siege beim New York Mini 10K (1979–1982, 1984), beim Falmouth Road Race (1980), beim Zürcher Silvesterlauf (1981), bei der San Silvestre Vallecana (1981), beim Göteborgsvarvet (1982), beim Greifenseelauf (1982, 1983, 1986), beim Great North Run (1984, 1988), beim Paderborner Osterlauf (1986, mit damaliger Weltbestzeit über 25 km), bei Bay to Breakers (1986) und beim Grand Prix von Bern (1988).
In Norwegen gilt Grete Waitz als Sportlegende. Sechsmal wurde sie nationale Meisterin über 800 Meter, achtmal über 1500 Meter, fünfmal über 3000 Meter sowie im Crosslauf elfmal auf der Kurz- und dreimal auf der Langdistanz. In der Halle wurde sie 1972 norwegische Meisterin über 800 Meter. Eine Statue von ihr steht vor dem Bislett-Stadion in Oslo. 1975, 1977, 1979, 1983 wurde sie zu Norwegens Sportlerin des Jahres gewählt, 1977 mit der Morgenbladet-Goldmedaille geehrt.
Anlässlich des 30-jährigen Jubiläums ihres ersten Sieges zierte die Marathonmedaille des New-York-City-Marathons im Jahr 2008 ein Konterfei der Norwegerin.
2005 gab Grete Waitz in der Öffentlichkeit bekannt, dass sie an Krebs leide und sich einer Chemotherapie unterziehe. 2011 erlag sie der Krankheit.

## Persönliche Bestzeiten
- 400 m: 57,6 s, 24. Mai 1972, Oslo
- 800 m: 2:03,1 min, 3. Juli 1975, Oslo (ehemaliger norwegischer Rekord)
- 1000 m: 2:39,74 min, 9. September 1977, London (ehemaliger norwegischer Rekord)
- 1500 m: 4:00,55 min, 3. September 1978, Prag (norwegischer Rekord)
- 1 Meile: 4:26,90 min, 9. Juli 1978, Gateshead (norwegischer Rekord)
- 2000 m: 5:47,1 min, 8. Januar 1978, Newcastle (norwegischer Rekord)
- 3000 m: 8:31,75 min, 17. Juli 1979, Oslo (norwegischer Rekord)
  - Halle: 8:50,8 min, 4. Januar 1980, Daly City (ehemaliger norwegischer Rekord)
- 5000 m: 15:08,80 min, 26. Juni 1982, Oslo (ehemaliger norwegischer Rekord)
- 10-km-Straßenlauf: 31:28 min, 6. Mai 1984, Oslo
- 15-km-Straßenlauf: 47:52 min, 11. Februar 1984, Tampa (ehemaliger norwegischer Rekord)
- Halbmarathon: 1:08:49 h, 24. Juli 1988, South Shields
- 25-km-Straßenlauf: 1:22:28 h, 29. März 1986, Paderborn (norwegischer Rekord)
- Marathon: 2:24:54 h, 20. April 1986, London

## Auszeichnungen
- 2013: Aufnahme in die IAAF Hall of Fame